# Fame (canção)
"Fame" é uma canção escrita por Michael Gore e Dean Pitchford e lançada em 1980, que alcançou sucesso nas paradas musicais devido sua inclusão como música tema do filme e série de TV Fame. A canção foi interpretada por Irene Cara, que interpretou o papel de Coco Hernandez no filme original, e também foi o seu single de estreia como artista musical. A canção rendeu a Irene uma indicação ao Grammy de Melhor Performance Vocal Pop Feminina. Em 2004, ficou em 51º lugar na pesquisa de 100 melhores músicas do cinema americano.
Em julho de 1982, foi relançada após a série de TV de sucesso e liderou as paradas em vários países, incluindo Holanda, Nova Zelândia e Reino Unido. O filme foi adaptado para uma série de TV, que alcançou notável sucesso de audiência neste último país, e um espetáculo que percorreu a Europa.

## Desempenho gráfico
"Fame" subiu para o número 4 na Billboard Hot 100 em setembro de 1980. Também alcançou o número um na Dance Club Songs da Billboard por uma semana. A canção foi relançada no Reino Unido em julho de 1982, onde alcançou a principal posição da UK Singles Chart por três semanas após a estreia da série Fame TV na rede de televisão britânica BBC One no mês anterior, tornando-se a terceira canção mais vendida da Grã-Bretanha em 1982, atrás de "Eye of the Tiger" de Survivor e "Come On Eileen" de Dexys Midnight Runners e Emerald Express, o último dos quais destronou "Fame" do topo da UK Singles Chart. Ele vendeu mais de 1,07 milhão de cópias na Grã-Bretanha. A canção também alcançou o número um na Bélgica, Irlanda, Holanda e Nova Zelândia, e número três na Austrália e Suécia.